# 猫女 (电影)
《猫女》（英語：Catwoman）是一部2004年美國超級英雄科幻片，由皮托夫執導，荷莉·贝瑞、本杰明·布拉特、莎朗·斯通、兰伯特·威尔森、弗兰西丝·康罗伊、艾利克斯·布斯汀主演，该片根据鲍勃·凯恩《猫女》改编而成。
電影在2004年7月正式在美國放映，但是票房未能達成收支平衡成為賠本作品，電影更遭受影評界的壓倒性抨擊，從導演、編劇、剪輯、製作、演員表現、未忠於原作皆為評論詬病的焦點，本片還在金酸莓獎入圍的七項獎項中獲頒最差導演、最差編劇、最差演員、最差電影共計四個獎項。

## 劇情
藝術家和圖形設計師菲利普斯在一家保養品公司工作，她負責公司產品外觀廣告的設計。一日，她無意中走到了保養品的生產工廠，偷聽了他們不可告人的黑幕，從而被追殺，她被污水從下水道冲刷出工廠，溺死了。神秘的埃及貓具有復活人的魔力，貓咪將其復活之後，她具有了貓咪的能力和敏捷，並且开始尋找殺害自己的人報仇雪恨。
神秘人士歐菲莉亞告訴她埃及貓賜予她的魔力有好處也有壞處，必須揚長避短。菲利普斯從珠寶店偷了一个面具，從此戴上面具在夜間出没，終於有一天，她找到了自己的仇人，並且將他們殺害。

## 演員
| 演員            | 角色            |
| --------------- | --------------- |
| 荷莉·贝瑞       | 菲利普斯／猫女  |
| 本杰明·布拉特   | 汤姆侦探        |
| 莎朗·斯通       | 劳雷尔·赫达雷   |
| 兰伯特·威尔森   | 乔治·赫达雷     |
| 弗兰西丝·康罗伊 | 奥菲莉亚·鲍尔斯 |
| 艾利克斯·布斯汀 | 萨利            |
| 文峰            | 卫斯理          |

## 發行

### 評價
本片遭到多數影評人的批評。爛番茄新鮮度僅9%，基於195條評論，平均分為3.1/10，而在Metacritic上得到27分。據美國CinemaScore所進行的調查，觀眾的平均評價於A+至F間落於「B」。

### 票房
《猫女》的全球票房达到了82,102,379美元。但比起高達1億美元的製作成本，仍虧損了不少。而這部電影在美国DVD出租票房是7800万美元。
首映週末，電影在3,117個劇院中，共收穫16,728,411美元的票房，平均每家劇院收入5,366美元，排名第三。僅次於《神鬼認證：神鬼疑雲》及《機械公敵》。

## 軼聞
艾什莉·贾德曾是猫女最初被选定的扮演者。
米歇尔·菲佛曾出演《蝙蝠侠归来》遇到着装不舒服而拒绝参演该片。
乔什·卢卡斯曾拒绝出演该片。

## 獎項
| 獎項            | 獎項                                | 獎項            |
| --------------- | ----------------------------------- | --------------- |
| 前任： 鸳鸯绑匪 | 金酸莓奖最差影片 第二十五届金酸莓奖 | 繼任： 肮脏爱情 |